# Kyokutei Bakin
Kyokutei Bakin (曲亭 馬琴) (de son vrai nom Takizawa Okikuni (滝沢 興邦)), né le 4 juillet 1767 à Edo (aujourd'hui Tokyo) et mort dans la même ville le 1er décembre 1848, est un écrivain japonais, auteur de nombreux romans.

## Biographie
Kyokutei Bakin naît à Edo le 4 juillet 1767 dans une famille de samouraï de faible rang. À la mort de son père il suit son frère aîné et sert dans différent clan avant de choisir la carrière d'écrivain. À 23 ans, il demande à Santō Kyōden de le prendre comme disciple. En 1790, il rédige son premier texte que Kyōden signe.
Après son mariage avec l'héritière d'une maison de geta, il se consacre à l'écriture jusqu'à ce que la mort l'emporte à 81 ans. Au cours de sa longue carrière, il aurait écrit 142 romans populaires (gesaku), voire même plus de 200 selon d'autres sources. Il est notamment l'auteur de plus de trente longs yomihon, des romans historiques et moraux mêlés de merveilleux, qui feront sa renommée,. Il s'est beaucoup inspiré de grands romans chinois.

## Œuvres
Écrit entre 1814 et 1842, son texte le plus célèbre Nansō satomi hakkenden (Chronique des huit chiens), est désormais un classique de la littérature japonaise,,,. Il est égalment connu pour son yomihonChinsetsu yumiharizuki (L'étrange conte de la lune croissante), écrit entre 1807 et 1811,. 
O-Koma  a été traduit en francais par Félix Régamey, avec une préface d'Emile Guimet et dessins de Chiguenoï, Paris, Plon, 1883.